# 46 Волопаса
46 Волопаса (лат. 46 Boötis), b Волопаса (лат. b Boötis), HD 134320 — тройная звезда в созвездии Волопаса на расстоянии приблизительно 478 световых лет (около 146 парсеков) от Солнца. Видимая звёздная величина звезды — +5,669m.

## Характеристики
Первый компонент — оранжевый гигант спектрального класса K2III, или K0. Масса — около 2,674 солнечных, радиус — около 25,33 солнечных, светимость — около 175,788 солнечных. Эффективная температура — около 4349 K.
Второй компонент — коричневый карлик. Масса — около 47,85 юпитерианских. Удалён на 2,076 а.е..
Третий компонент — оранжево-жёлтый карлик спектрального класса K-G. Орбитальный период — около 2567,1 суток (7,0283 лет).